# Предондо (Бреша)
Предондо је насеље у Италији у округу Бреша, региону Ломбардија.
Према процени из 2011. у насељу је живело 113 становника. Насеље се налази на надморској висини од 587 м.